# Mayotte zászlaja

Nem hivatalos zászló. arányok: 2:3

Mayotte nemzeti zászlaja 2011. március 31-e óta, mióta a terület Franciaország ötödik tengerentúli megyéjévé vált, a francia trikolor.
Mayotte nem hivatalos zászlajában az ország címere látható, melyet két csikóhal tart. A címer felett a "MAYOTTE" felirat olvasható piros színben.